# كوفي ديل
كوفي ديل (بالإنجليزية: Kofi Dill)‏ هو لاعب كرة قدم بريطاني، ولد في 19 أكتوبر 1979 في برمودا في المملكة المتحدة. شارك مع منتخب برمودا لكرة القدم. أما مع النوادي، فقد لعب مع Bermuda Hogges F.C. ‏.

## وصلات خارجية
- كوفي ديل على موقع الاتحاد الدولي (مؤرشف)  (الإنجليزية)
- كوفي ديل على موقع قاعدة بيانات كرة القدم.إي يو (الإنجليزية)
- كوفي ديل على موقع ناشيونال فوتبول تيمز (الإنجليزية)